# Alexgeorgea subterranea
Alexgeorgea subterranea är en gräsväxtart som beskrevs av Sherwin Carlquist. Alexgeorgea subterranea ingår i släktet Alexgeorgea och familjen Restionaceae. Inga underarter finns listade i Catalogue of Life.